# Gießenbach (Loisach)
Der Gießenbach ist ein Bach in den südöstlichen Ammergauer Alpen,
der bei Oberau als linker Zufluss in die Loisach mündet. 

## Einzugsgebiet und Verlauf
Das ca. 11 km² große Einzugsgebiet des Gießenbachs wird im Norden von der Notkarspitze, dem Ziegelspitz und dem Mühlberg, im Westen vom Hasenjöchl und
im Süden vom Brünstelskopf, sowie vom Schafkopf und Rabenkopf eingerahmt. 
Der Gießenbach entsteht unterhalb des Hasenjöchl im Bereich der ehemaligen Roßalm (auch Gießenbachalm) und fließt nach Nordosten durch das Gießenbachtal. Der Oberlauf befindet sich innerhalb der Gemarkung der Gemeinde Farchant. Unterhalb der Roßalm bis zur Einmündung des Markgrabens bildet der Bach die Gemeindegrenze zwischen Oberau und Ettal. In diesem Abschnitt befinden sich mehrere Quellen ("Bei den Quellen"). Am Ort der Einmündung des Markgrabens knickt der Gießenbach nach Osten ab und tritt im Ortsteil Untermberg in den Ortsbereich von Oberau. Dort zweigt ein Werkkanal ab, der zur Elektrizitätserzeugung genutzt wurde. Nur 300 m nach der Wiedervereinigung von Gießenbach und Werkkanal zweigt erneut ein Kanal, der Mühlbach, ab. Der Gießenbach fließt weiter in nordöstlicher Richtung durch Oberau in einem befestigten Gerinne und wird dabei von einem Fuß- und Radweg begleitet. Etwa 500 m vor Unterquerung der Bundesstraße 2 und der Werdenfelsbahn zweigte früher ein Triftkanal ab, der etwas südlich des heutigen Gießenbachs zur Loisach führte und dessen Spuren heute noch im Gelände östlich der Bahnlinie sichtbar sind.

## Geologie und Hydrologie
Der Bachverlauf des Gießenbachs wird überwiegend vom Hauptdolomit geprägt. Nur auf kurzen Abschnitten treten auch Gesteine der Raibler Schichten zutage. Zwischen der Einmündung des Markgrabens und Untermberg fließt der Gießenbach in einem mit Lockergestein verfüllten Taleinschnitt, der im Pleistozän noch von der Ammer genutzt wurde, die damals in das Loisachtal mündete. Erst am Ende der Würm-Kaltzeit wurde dieser Flusslauf durch eine Seitenmoräne des Loisachgletschers verschlossen. Bemerkenswert ist die Tatsache, dass der Gießenbach gegenüber dem benachbarten Lahnenwiesgraben im Durchschnitt einen höheren Abfluss aufweist, obwohl die Fläche seines Einzugsgebiets nur etwa 60 % der Fläche des Einzugsgebiets des Lahnenwiesgrabens ausmacht. Als Ursache hierfür wird eine unterirdische Anzapfung des Einzugsgebiets der Ammer vermutet.
Die wasserführenden Lockergesteine dieses Abschnitts führten zu erschwerten Vortriebsbedingungen und aufwändigen Abdichtmaßnahmen beim Bau des Oberauer Umgehungstunnels.

## Weitere Bilder

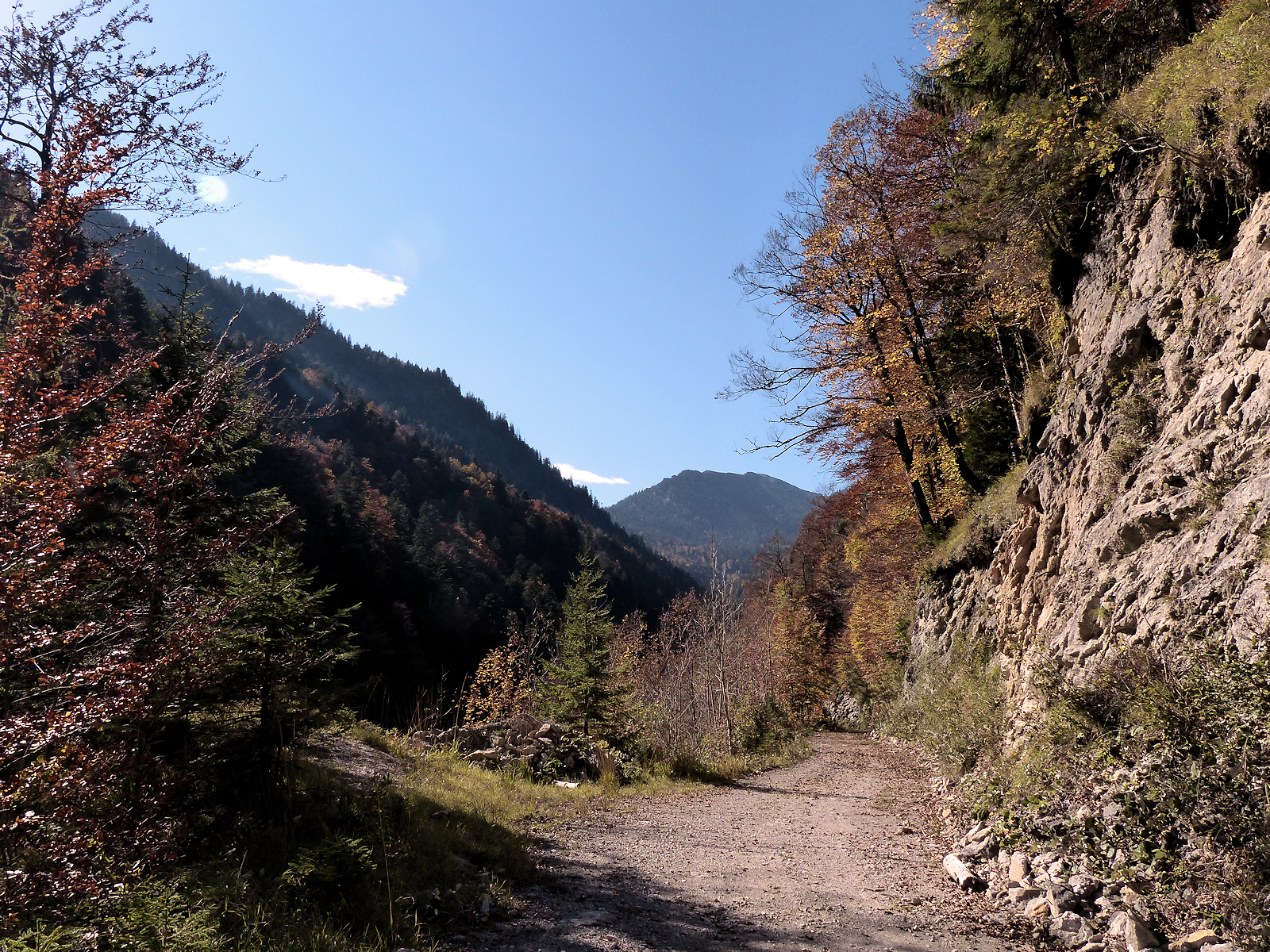
Gießenbachtal. Im Hintergrund der Brünstelskopf.
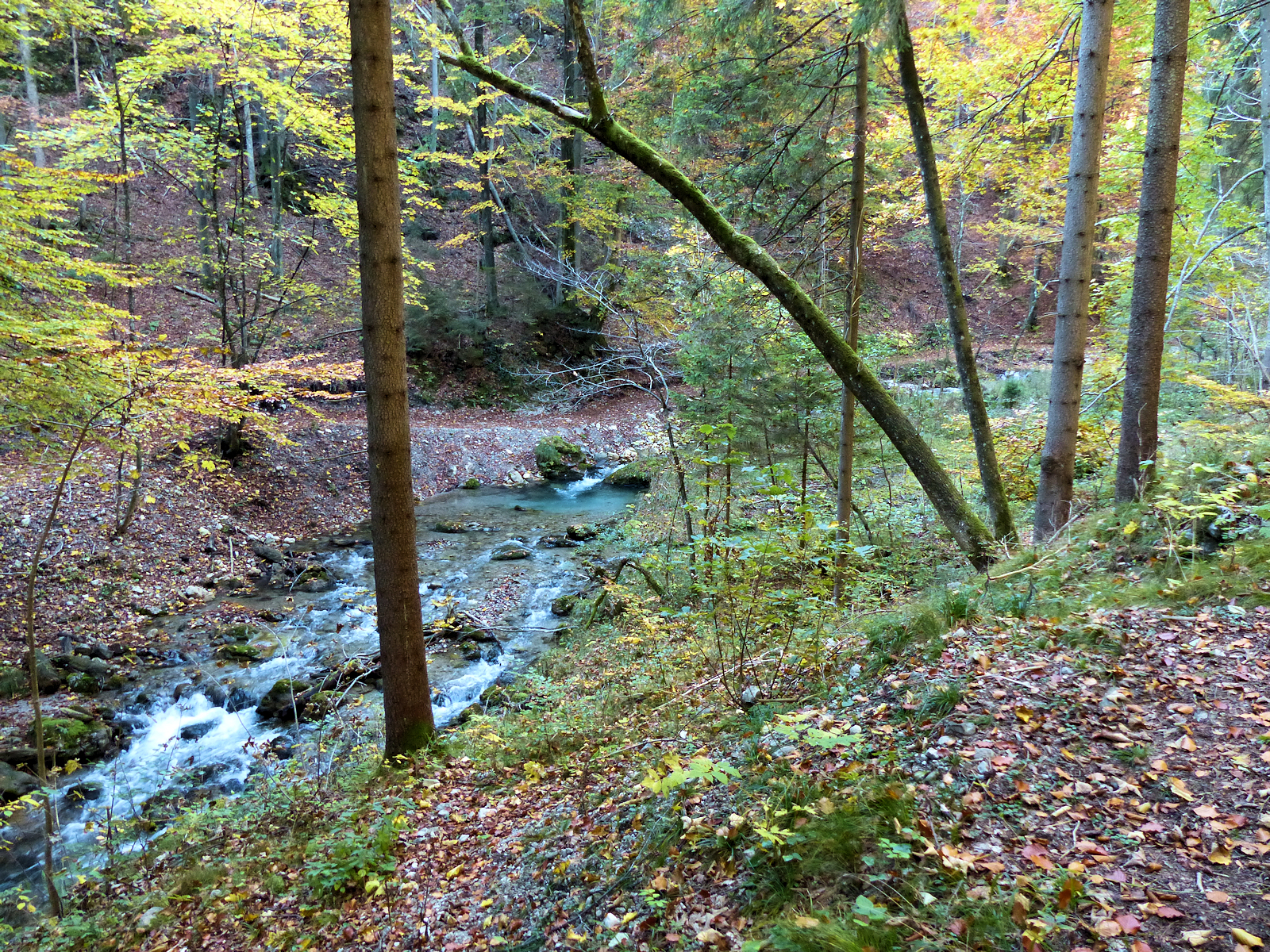
Gießenbach oberhalb von Untermberg.
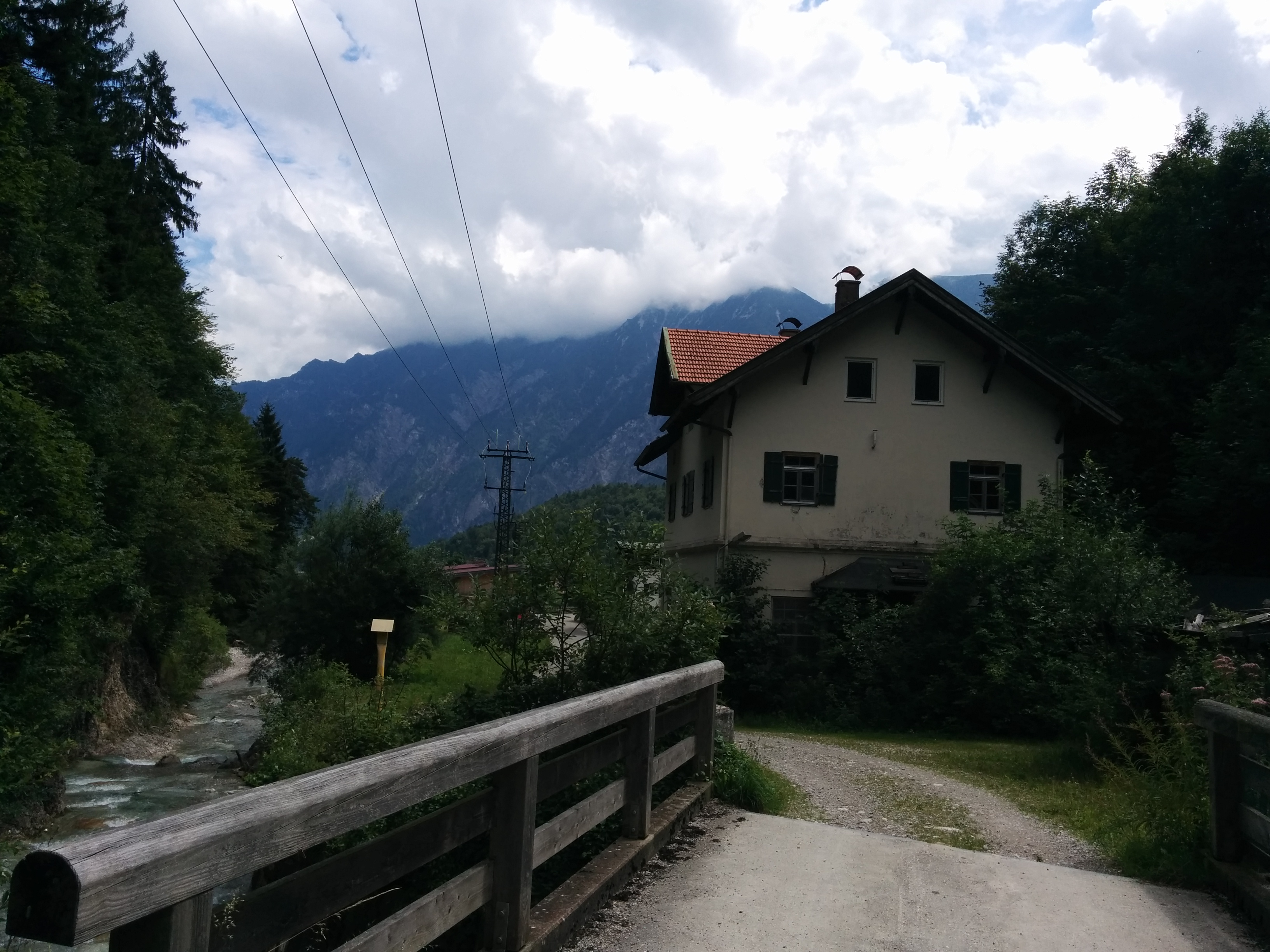
Der Gießenbach bei Oberau. Rechts ein ehemaliges Turbinenhaus.
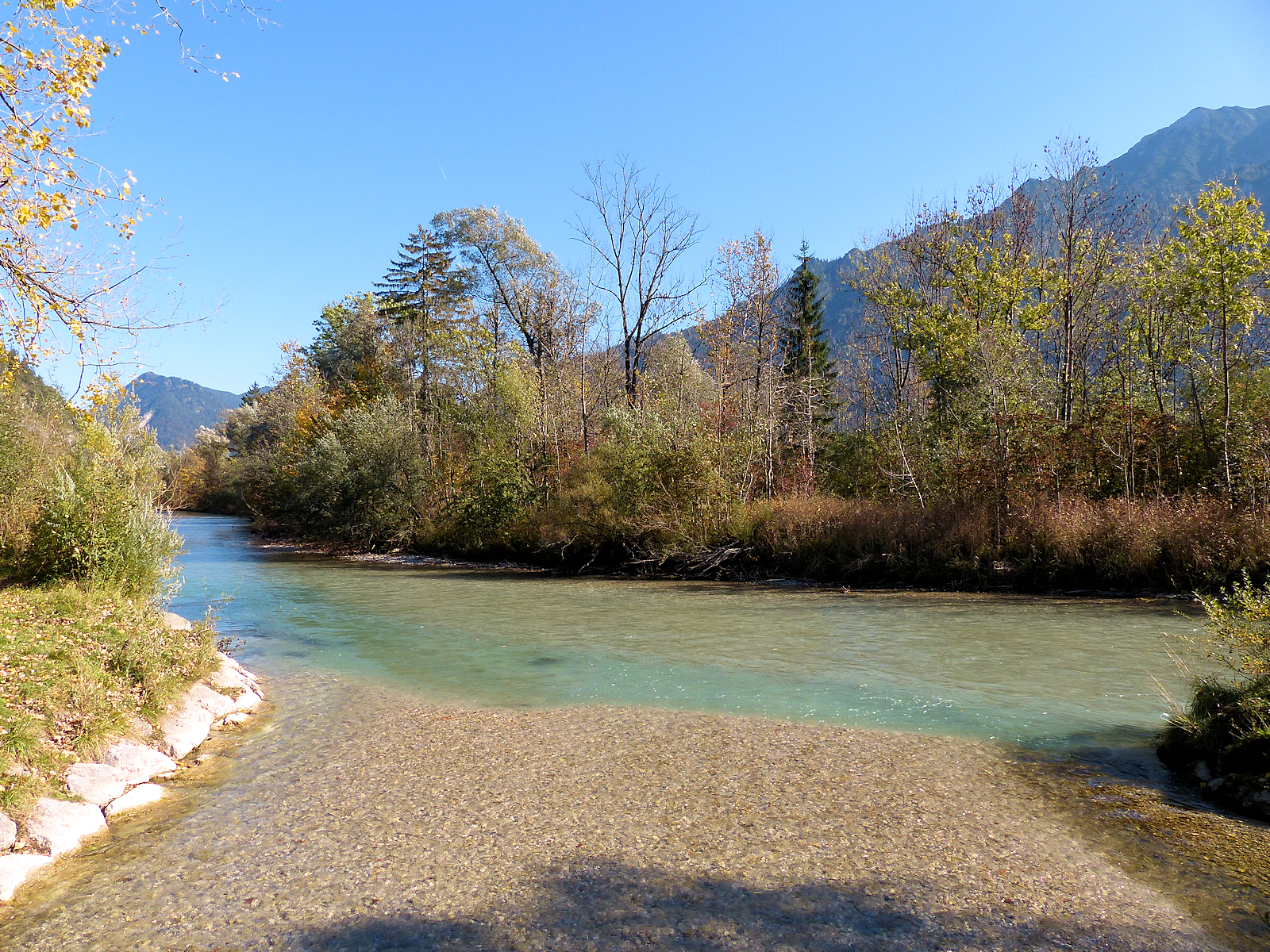
Mündung des Gießenbachs (von vorne) in die Loisach (von rechts).